# Fritz Widmann
Fritz Widmann (* 27. April 1869 in Bern; † 26. Februar 1937 in Rüschlikon) war ein Schweizer Maler und Illustrator.

## Leben und Werk
Fritz Widmann war ein Sohn des Joseph Victor Widmann und der Sophie, geborene Ernst (1836–1911). Seine Schwester war die Malerin Johanna Viktoria Schäfer-Widmann (1871–1943).
Widmann liess sich an der kunstgewerblichen Abteilung des Technikum Winterthur bei Hans Wildermuth, an der Berner Kunstschule bei Paul Volmar sowie in Karlsruhe und in München bei Adolf Stäbli zum Maler ausbilden. 1895 lebte er nochmals in München und bildete sich bei verschiedenen Malern weiter. 
Widmann malte vorwiegend mittlere und kleinformatige Stillleben und Landschaftsbilder, die ihm den Namen eines «Schweizerischen Spitzweg» einbrachten. 1894 lernte er Ferdinand Hodler kennen. Dieser wurde sein Vorbild, mit dem er auch freundschaftlich verbunden war. In der Folge schrieb er den 1918 herausgekommenen kleinen Band Erinnerung an Ferdinand Hodler.
Mit seiner Ehefrau, der Malerin, Illustratorin und Fotografin Gret Widmann, die er in München kennen gelernt hatte, lebte er ab 1899 im Brahmshaus in Alt-Nidelbad, Rüschlikon. Sein Nachbar, der im gleichen Jahr nach Rüschlikon zog, war Hermann Gattiker. Widmann war u. a. mit Hans Sturzenegger und Hermann Hesse befreundet. Mit Hesse und Othmar Schoeck unternahm er zudem eine Reise nach Italien.
Widmann war Mitglied der Zürcher Kunstgesellschaft und präsidierte mehrere Jahre deren Bibliothekskommission; zudem war er in deren Vorstand tätig. Als passionierten Schachspieler wählten ihn verschiedene Schachgesellschaften zu ihrem Präsidenten.
Widmann zeigte zu Lebzeiten seine Werke in Gruppenausstellungen u. a. in der Kunsthalle Basel, Kunsthaus Zürich, Glaspalast in München und im Kunstmuseum Bern.